# Campeonato Panamericano de Lucha de 2014
El Campeonato Panamericano de Lucha se celebró en México (Ciudad de México) entre el 15 y el 17 de julio de 2014. 
El certamen fue organizado por el Comité Olímpico Mexicano y la Organización Deportiva Panamericana (ODEPA), con el aval de la Federación Internacional de Luchas Asociadas (FILA) y el Consejo Panamericano de Luchas Asociadas (CPLA). La sede de los eventos fue El Gimnasio de Exhibición "Edel Ojeda Malpica" del Instituto Politécnico Nacional.

## Resultados

### Lucha grecorromana masculina
| Evento | Oro                              | Plata                                 | Bronce                                                                    |
| ------ | -------------------------------- | ------------------------------------- | ------------------------------------------------------------------------- |
| 59 kg  | Ismael Borrero Molina · Cuba     | Jansel Ramírez · República Dominicana | Spenser Mango · Estados Unidos · Raiber Rodríguez · Venezuela             |
| 66 kg  | Miguel Martínez · Cuba           | Bryce Saddoris Estados Unidos         | Ángel Yokopicio · México · Jaír Cuero Muñoz · Colombia                    |
| 71 kg  | Wuileixis Rivas · Venezuela      | Ellis Coleman Estados Unidos          | Milton Guallapa · Ecuador · ----                                          |
| 75 kg  | Andrew Bisek Estados Unidos      | Iván de Jesús Duque · Colombia        | Julio Bastida · Cuba · Maximiliano Prudenzano · Argentina                 |
| 80 kg  | Jonathan Andreson Estados Unidos | Matthew Miller · Canadá               | Luis Rivera · México · Carlos Muñoz · Colombia                            |
| 85 kg  | Pablo Shorey · Cuba              | Ediel Silva · Venezuela               | Jacob Fisher · Estados Unidos · Hansel Mercedes · República Dominicana    |
| 98 kg  | Yasmany Lugo Cabrera · Cuba      | Óscar Loango · Colombia               | Luillys Pérez · Venezuela · Yiannis Narlidis · Canadá                     |
| 130 kg | Mijaín López · Cuba              | Ramón García · República Dominicana   | Nikola Bogojevic · Estados Unidos · Antônio Henriques dos Santos · Brasil |

### Lucha libre masculina
| Evento | Oro                                | Plata                                    | Bronce                                                                |
| ------ | ---------------------------------- | ---------------------------------------- | --------------------------------------------------------------------- |
| 57 kg  | Zachary Sandres Estados Unidos     | Alfredo Cisneros · Cuba                  | Steven Takahashi · Canadá · Andry Dávila · Venezuela                  |
| 61 kg  | Andrew Hochstrasser Estados Unidos | Michael Asselstine · Canadá              | Jefferson Mayea · Ecuador · Wilfredo Rodríguez · Venezuela            |
| 65 kg  | Alejandro Valdés · Cuba            | Brandon Díaz · México                    | Jeffry Ávila · República Dominicana · Frank Molinaro · Estados Unidos |
| 70 kg  | Hunter Stieber Estados Unidos      | Pedro Soto Puerto Rico                   | Yoan Blanco · Ecuador · César Roberty · Venezuela                     |
| 74 kg  | Jordan Burroughs Estados Unidos    | Liván López · Cuba                       | Edison Hurtado · Colombia · Adonis Arroyo · Venezuela                 |
| 86 kg  | Reineris Salas · Cuba              | José Daniel Díaz · Venezuela             | Pool Ambrocio · Perú · Clayton Foster · Estados Unidos                |
| 97 kg  | Javier Cortina · Cuba              | Jarlis Mosquera · Colombia               | Deron Winn Estados Unidos Marcos Santos Puerto Rico                   |
| 125 kg | Zachery Rey Estados Unidos         | Josué Encarnación · República Dominicana | Víctor Asprilla · Colombia · Korey Jarvis · Canadá                    |

### Lucha libre femenina
| Evento | Oro                             | Plata                        | Bronce                                                         |
| ------ | ------------------------------- | ---------------------------- | -------------------------------------------------------------- |
| 48 kg  | Victoria Anthony Estados Unidos | Jessica MacDonald · Canadá   | Vicmarie Requena · Puerto Rico · Thalía Mallqui · Perú         |
| 53 kg  | Angélica Bustos · Ecuador       | Brittanee Laverdure · Canadá | Agüis Rivas · Venezuela · Haley Augello · Estados Unidos       |
| 55 kg  | Luisa Valverde · Ecuador        | Sayory Carion · Colombia     | Kelly Vázquez · México · Kasangela Torres · Venezuela          |
| 58 kg  | Lissette Antes · Ecuador        | Yanet Sovero · Perú          | Sandra Roa · Colombia · Yaquelin Estornell · Cuba              |
| 60 kg  | Michelle Fazzari · Canadá       | Laís Nunes · Brasil          | Cheyenne Youngblood · Estados Unidos · Dayana Méndez · Ecuador |
| 63 kg  | Jackeline Rentería · Colombia   | Justine Bouchard · Canadá    | Nathaly Grimán · Venezuela · Katerina Vidiaux · Cuba           |
| 67 kg  | Leydi Izquierdo · Colombia      | Cándida de Armas · Cuba      | Julia Salata · Estados Unidos · Justina Di Stasio · Canadá     |
| 75 kg  | Lisset Hechavarría · Cuba       | Andrea Olaya · Colombia      | Victoria Francis · Estados Unidos · Leah Callahan · Canadá     |